# 鯨神的Tearstilla
《鯨神的Tearstilla》是Whirlpool在2015年2月27日發售的戀愛冒險類型成人遊戲。PlayStation Vita平台遊戲於2016年7月28日發售。

## 故事
小島「天洲島」因為從飲用到電力轉換都可行的萬能資源「能源水」而產業繁榮。男主角成海悠真漂到該小島沙灘，遇見堅稱自己是傳說中「鯨神」的少女，為了取回喪失的「實現願望的力量」請求悠真幫忙。悠真就這樣成為了鯨神的御使，開始與在島上結識的人們為了再次喚醒「許願水」傳說的故事。

## 登場人物

### 主要角色
成海悠真
遇見堅稱自己是傳說中「鯨神」的少女莉露·鯨，成為鯨神的御使。
天川湊月（聲：楠原結衣）
天洲學園2年級生。成海悠真的同班同學。家裡代代都是侍奉「鯨神」的神官、作為鯨神的御使舉行祭神等儀式。
成海真莉音（聲：桃井莓）
天洲學園1年級生。成海悠真的義妹。
上遠野恵那（聲：遠野Soyogi）
剛轉入天洲學園的3年級生。成海悠真的青梅竹馬。
莉露·鯨（聲：秋野花）
堅稱自己是傳說中「鯨神」的少女。

### 其他角色
仙堂櫻子
成海悠真的同班同學。湊月的兒時朋友。常去圖書館看書。
西園寺桃梨（聲：御苑生芽衣）
成海悠真的班級導師。出身於島上的名門望族，家族為學校投入了大量資金。年輕時就見過前任鯨神。
鍵谷正義
成海悠真的同班同學。

## 評價
《鯨神的Tearstilla》在日本美少女游戏与动画相关商品销售网站Getchu.com的2015年2月销量榜上排名第4名；上半年排名第27名；全年排名第49名。

## 外部連結
- 官方网站（日語）